# Манасельська Река
Манасе́льська Ре́ка (болг. Манаселска река) — село в Софійській області Болгарії. Входить до складу общини Правець.

## Населення
За даними перепису населення 2011 року у селі проживали 132 особи.
Національний склад населення села:
| Національність   | Кількість осіб | Відсоток |
| ---------------- | -------------- | -------- |
| болгари          | 94             | 71,2%    |
| цигани           | 38             | 28,8%    |
| турки            | 0              | 0%       |
| інша             | 0              | 0%       |
| не визначились   | 0              | 0%       |
| Всього відповіли | 132            |          |

Розподіл населення за віком у 2011 році:
Динаміка населення: